# Laddu

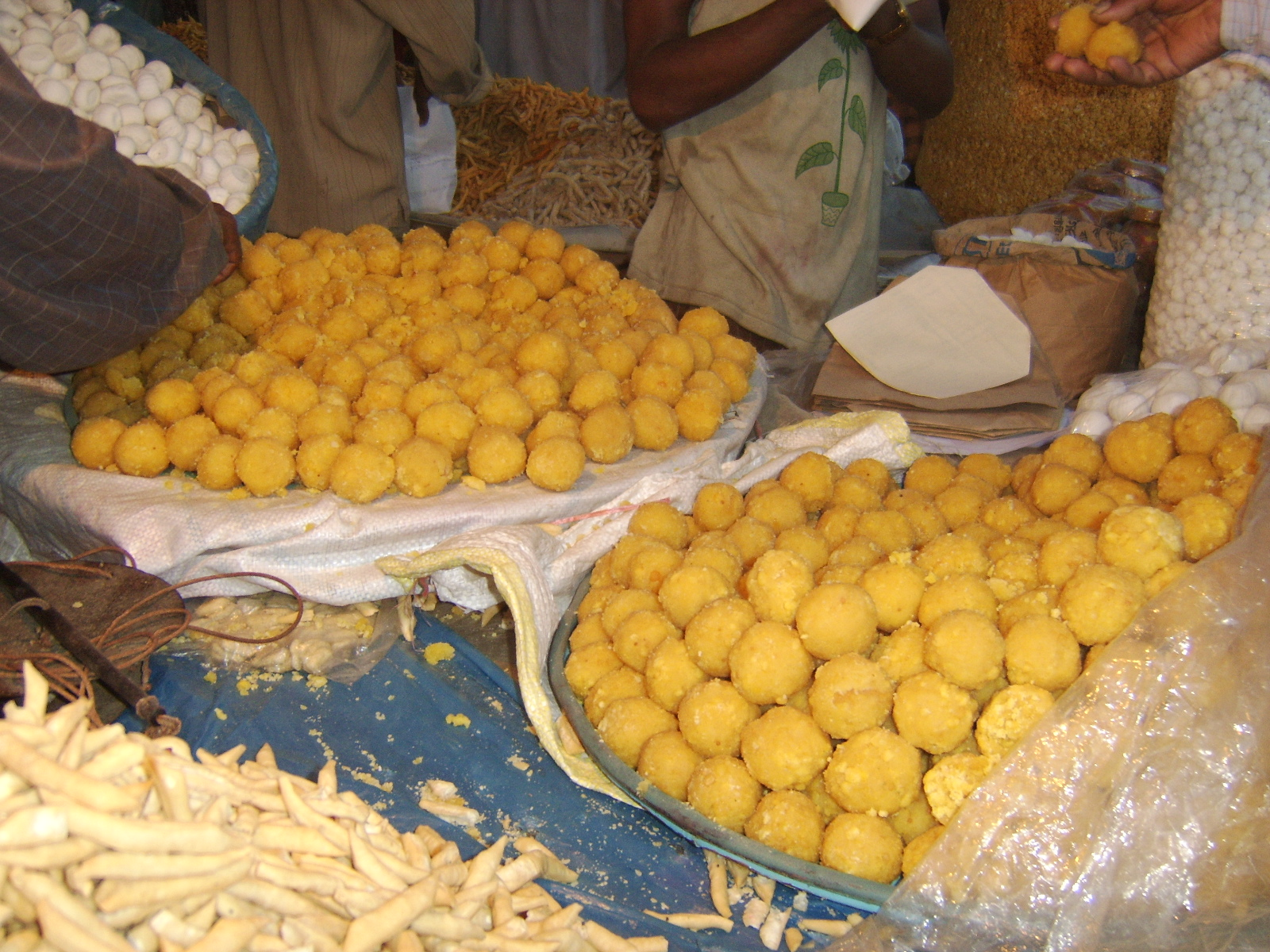
Laddu din Bangladesh

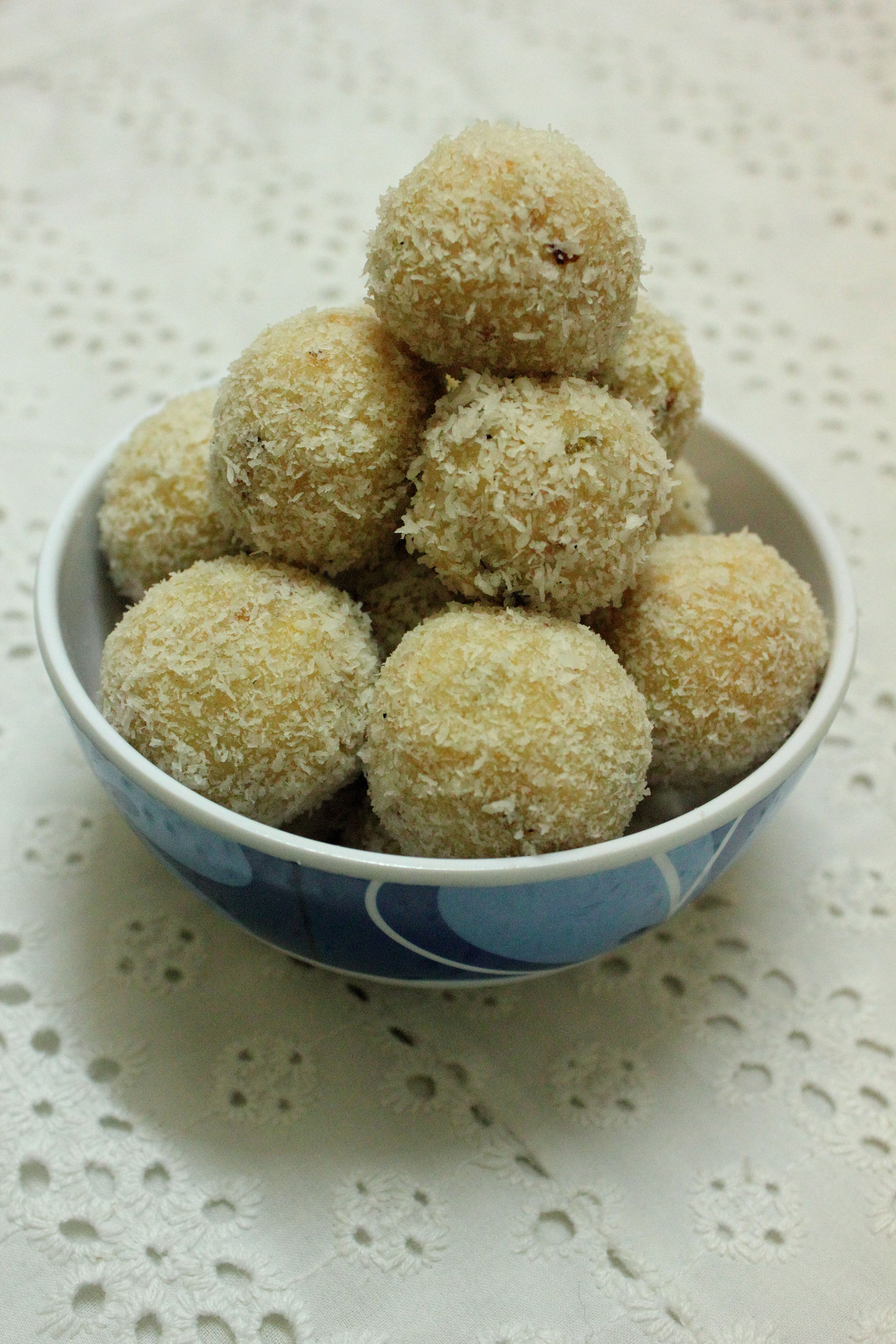
Laddu din India

Laddu sau Ladoo este un desert tradițional indian, compus din diferite ingrediente, cum ar fi unt, făină de năut prăjită precum și semințe de susan, migdal, pin și condimente, de formă rotundă. Dulciurile mai sunt făcute și din fructe uscate, tocate, combinate cu diferite feluri de zahar.